# 호성초등학교
호성초등학교는 대한민국 경기도 안양시 동안구에 있는 공립 초등학교이다.

## 학교 연혁
- 1982. 01. 22 호성초등학교 인가
- 1983. 03. 01 호성초등학교 개교
- 1983. 03. 05 초대 정규철 교장 부임
- 1984. 03. 04 1학년 6학급 입학(17학급 편성)
- 1985. 09. 01 병설 유치원 1학급 개원
- 1986. 02. 18 제1회 졸업(310명)
- 1998. 07. 03 교육부지정 지역사회학교 시범학교 운영보고회
- 2009. 02. 28 급식소 확장 및 식당 완공
- 2010. 07. 01 호성초등학교 체육관 준공
- 2014. 09. 01 제11대 선성규 교장 부임
- 2015. 02. 05 방송실 개선 및 방송장비 재구축
- 2015. 02. 12 제30회 병설유치원 졸업(26명, 총 1,750명)
- 2015. 02. 13 제30회 졸업(224명, 총 11,764명)
- 2015. 03. 01 45학급 편성(특수 2학급, 유치원 3학급 제외)

## 학교 동문
김하늘 (피겨 스케이팅 선수)